# Borówno Wielkie
Borówno Wielkie (niem. Gross Borowno See) – jezioro w Polsce, położone w województwie pomorskim, w powiecie starogardzkim, w gminie Skarszewy, w granicach administracyjnych Skarszew.

## Charakterystyka
Według regionalizacji fizycznogeograficznej Polski jezioro znajduje się na Pojezierzu Kaszubskim. Natomiast pod względem etnograficznym Borówno Wielkie położone jest na Kociewiu.
Jezioro otoczone jest w całości lasem sosnowo świerkowym. Posiada piaszczyste dno.

## Morfometria
Powierzchnia całkowita – 17,5 ha. Średnia głębokość jeziora wynosi 7,2 m, natomiast maksymalna – 19,8 m.

## Turystyka
Nad północnym brzegiem jeziora usytuowany jest ośrodek turystyczno-wypoczynkowy „Borówno” ze strzeżonym kąpieliskiem.
W pobliżu wschodniego krańca jeziora bierze swój początek ścieżka pieszo-rowerowa, ciągnąca się po torowisku dawnej linii kolejowej Skarszewy-Starogard Gdański-Skórcz.